# Coupe de la Ligue 2007-2008
La Coupe de la Ligue 2007-2008 fu la 14ª edizione della manifestazione. Iniziò il 14 agosto 2007 e si concluse il 29 marzo 2008 con la finale allo Stade de France, vinta dal Paris Saint-Germain per due a uno contro il Lens. La squadra campione in carica era il Bordeaux.

## Calendario
| Turno            | Partita Unica                               |                                             |
| ---------------- | ------------------------------------------- | ------------------------------------------- |
| Preliminari      | 24 agosto 2007                              | 24 agosto 2007                              |
| Primo turno      | 28 agosto 2007                              | 28 agosto 2007                              |
| Secondo turno    | 25-26-27 settembre 2007                     | 25-26-27 settembre 2007                     |
| Ottavi di finale | 30-31 ottobre, 1 novembre 2007              | 30-31 ottobre, 1 novembre 2007              |
| Quarti di finale | 16 gennaio 2008                             | 16 gennaio 2008                             |
| Semifinali       | 26-27 gennaio 2008                          | 26-27 gennaio 2008                          |
| Finale           | 29 marzo 2008 Saint-Denis (Stade de France) | 29 marzo 2008 Saint-Denis (Stade de France) |

## Partite

### Turno Preliminare
| Squadra 1         | Risultato         | Squadra 2     |
| ----------------- | ----------------- | ------------- |
| Istres            | 0 - 4             | Laval         |
| FC Libourne       | 1 - 2             | Sète          |
| Créteil-Lusitanos | 0 - 3             | Clermont Foot |
| Tours             | 1 - 2             | Niort         |
| Boulogne          | 0 - 0 (4 - 3 dcr) | Angers        |

### Primo Turno
| Squadra 1   | Risultato         | Squadra 2     |
| ----------- | ----------------- | ------------- |
| Nantes      | 1 - 0             | Sedan         |
| Le Havre    | 2 - 0             | Châteauroux   |
| Montpellier | 1 - 1 (4 - 2 dcr) | Digione       |
| Troyes      | 2 - 0             | Gueugnon      |
| Amiens      | 1 - 1 (3 - 2 dcr) | Guingamp      |
| Ajaccio     | 1 - 2             | Clermont Foot |
| Boulogne    | 2 - 0             | Stade Reims   |
| Niort       | 1 - 0             | Grenoble      |
| Sète        | 2 - 2 (5 - 6 dcr) | Brest         |
| Laval       | 3 - 1             | Bastia        |

### Secondo Turno
| Squadra 1     | Risultato         | Squadra 2           |
| ------------- | ----------------- | ------------------- |
| Nancy         | 3 - 0             | Boulogne            |
| Brest         | 1 - 2 (dts)       | Montpellier         |
| Niort         | 3 - 2 (dts)       | Le Havre            |
| Auxerre       | 1 - 0 (dts)       | Saint-Étienne       |
| Lens          | 1 - 0             | Lilla               |
| Clermont Foot | 0 - 1 (dts)       | Rennes              |
| Lorient       | 0 - 3             | Paris Saint-Germain |
| Valenciennes  | 2 - 1             | Sochaux             |
| Laval         | 0 - 1             | Le Mans             |
| Bordeaux      | 1 - 2             | Metz                |
| Tolosa        | 3 - 3 (5 - 7 dcr) | Caen                |
| Troyes        | 0 - 1             | Nizza               |
| Strasburgo    | 0 - 2             | Amiens              |
| Nantes        | 2 - 3             | Monaco              |

### Ottavi di finale
| Squadra 1           | Risultato         | Squadra 2       |
| ------------------- | ----------------- | --------------- |
| Nancy               | 1 - 0             | Amiens          |
| Auxerre             | 6 - 2 (dts)       | Nizza           |
| Olympique Marsiglia | 2 - 2 (5 - 4 dcr) | Metz            |
| Monaco              | 1 - 2             | Lens            |
| Rennes              | 0 - 2             | Valenciennes    |
| Paris Saint-Germain | 2 - 0             | Montpellier     |
| Caen                | 1 - 3             | Olympique Lione |
| Niort               | 0 - 3             | Le Mans         |

### Quarti di finale
| Squadra 1           | Risultato | Squadra 2           |
| ------------------- | --------- | ------------------- |
| Le Mans             | 1 - 0     | Olympique Lione     |
| Lens                | 3 - 0     | Nancy               |
| Auxerre             | 1 - 0     | Olympique Marsiglia |
| Paris Saint-Germain | 4 - 0     | Valenciennes        |

### Semifinali
| Squadra 1           | Risultato   | Squadra 2 |
| ------------------- | ----------- | --------- |
| Paris Saint-Germain | 3 - 2       | Auxerre   |
| Le Mans             | 4 - 5 (dts) | Lens      |

### Finale
| Arbitro: | Laurent Duhamel |

|                         |           |              |
| Pauleta 19’ Mendy 90+3’ | Marcatori | 51’ Carrière |

| PSG | RC Lens |

#### Formazioni
| Paris Saint-Germain (4-4-2) |    |                   |     |     |
|                             |    |                   |     |     |
| POR                         | 1  | Mickaël Landreau  |     |     |
| TD                          | 2  | Ceará             |     |     |
| DC                          | 3  | Mamadou Sakho     |     |     |
| DC                          | 15 | Zoumana Camara    |     |     |
| TS                          | 22 | Sylvain Armand    |     |     |
| CLD                         | 20 | Clément Chantôme  | 55’ | 64’ |
| CC                          | 24 | Grégory Bourillon |     |     |
| CC                          | 23 | Jérémy Clément    |     |     |
| CLS                         | 25 | Jérôme Rothen     |     |     |
| ATT                         | 9  | Pauleta (C)       |     | 66’ |
| ATT                         | 11 | Amara Diané       |     |     |
| Sostituti:                  |    |                   |     |     |
| POR                         | 16 | Jérôme Alonzo     |     |     |
| DIF                         | 5  | Bernard Mendy     |     | 64’ |
| DIF                         | 12 | Larrys Mabiala    |     |     |
| CEN                         | 10 | Souza             |     |     |
| ATT                         | 7  | Péguy Luyindula   |     | 66’ |
| ATT                         | 14 | David N'Gog       |     |     |
| ATT                         | 18 | Loris Arnaud      |     |     |
| Allenatore:                 |    |                   |     |     |
| Paul Le Guen                |    |                   |     |     |

| Lens (4-4-2)      |    |                     |       |     |
|                   |    |                     |       |     |
| POR               | 16 | Ronan Le Crom       |       |     |
| TD                | 15 | Fabien Laurenti     | 36’   |     |
| DC                | 4  | Adama Coulibaly     |       |     |
| DC                | 3  | Hilton (C)          | 90+3’ |     |
| TS                | 11 | Nadir Belhadj       |       |     |
| MED               | 23 | Nenad Kovačević     |       |     |
| MED               | 6  | Kader Mangane       |       |     |
| TRQ               | 14 | Kévin Monnet-Paquet |       | 68’ |
| TRQ               | 10 | Éric Carrière       |       |     |
| ATT               | 8  | Toifilou Maoulida   |       | 84’ |
| ATT               | 9  | Loïc Rémy           |       | 13’ |
| Sostituti:        |    |                     |       |     |
| POR               | 1  | Vedran Runje        |       |     |
| DIF               | 2  | Marco Ramos         |       |     |
| DIF               | 26 | Yohan Demont        |       | 84’ |
| CEN               | 28 | Julien Sablé        |       |     |
| CEN               | 18 | Olivier Monterrubio |       | 13’ |
| CEN               | 21 | Sidi Yaya Keita     |       |     |
| ATT               | 27 | Aruna Dindane       |       | 68’ |
| Allenatore:       |    |                     |       |     |
| Jean-Pierre Papin |    |                     |       |     |